# Matias de Albuquerque, 15.º vice-rei da Índia
Matias de Albuquerque (1547 — 1609) foi um militar português.

## Biografia
Foi o 33.º Governador da Índia e o 15.º vice-rei da Índia, sendo parente de Afonso de Albuquerque.
Serviu na Índia por mais de 30 anos, combatendo e alcançando importantes vitórias, como em Mangalore (1566) e na defesa de Goa, que encontrava-se sitiada em 1571.
Entre 1584 e 1588 é Capitão da Fortaleza de Ormuz, onde procedeu aos trabalhos de reparação da mesma, que se encontrava em mau estado, tendo, inclusivamente, mandado construir grandes cisternas.
Como vice-rei, teve fama de administrador honesto e conseguiu vitórias em Ceilão e Malabar.
É considerado um dos mais respeitados governantes da Índia Portuguesa.
Casou-se com Filipa de Vilhena, sem deixar descendência.